# Gymnogobius
Gymnogobius es un género de pescados de la familia de los gobios.

## Lista de especies
Según FishBase:
- Gymnogobius breunigii  (Steindachner, 1879)
- Gymnogobius bungei  (Schmidt, 1931)
- Gymnogobius isaza (Tanaka, 1916)
- Gymnogobius laevis  (Steindachner, 1879)
- Gymnogobius mororanus  (Jordan y Snyder, 1901)
- Gymnogobius nigrimembranis  (Wu y Wang, 1931)
- Gymnogobius nigripinnis  (Wang y Wang, 1935)
- Gymnogobius opperiens  Stevenson, 2002
- Gymnogobius petschiliensis  (Rendahl, 1924)
- Gymnogobius taranetzi  (Pinchuk, 1978)
- Gymnogobius uchidai  (Takagi, 1957)
- Gymnogobius urotaenia  (Hilgendorf, 1879)
- Gymnogobius zhoushanensis (Zhao, Wu & Zhong, 2007)